# توم بامفورد
توم بامفورد (بالإنجليزية: Tom Bamford)‏ (1887 في المملكة المتحدة - 9 أغسطس 1944) هو لاعب كرة قدم بريطاني (وحمل سابقاً جنسية المملكة المتحدة لبريطانيا العظمى وأيرلندا) في مركز الدفاع. لعب مع نادي بيرنلي ونادي روتشديل وDarwen F.C. (1870) ‏.